# Резольвента (гомологічна алгебра)
У математиці, і зокрема у гомологічній алгебрі, резольвентою (або лівою резольвентою; двоїсте поняття корезольвента або права резольвента) називається точна послідовність модулів (або, більш загально, об'єктів абелевої категорії), яка використовується для означення деяких інваріантів модуля чи об'єкта категорії. 
Як правило на об'єкти у послідовності накладаються деякі додаткові обмеження P (Наприклад те, що об'єкти мають бути вільними). Тоді резольвенти називаються P резольвентами. Зокрема для кожного модуля існує вільна резольвента,  проективна резольвента і плоска резольвента, які є лівими резольвентами із, відповідно вільними модулями, проективними модулями і плоскими модулями.  Також для кожного модуля існує ін'єктивна резольвента, що є правою резольвентою із ін'єктивними модулями.

## Резольвенти модулів

### Означення
Для модуля M над кільцем R, лівою резольвентою (або просто резольвентою) для M називається точна послідовність (можливо нескінченна) R-модулів
{\displaystyle \cdots {\overset {d_{n+1}}{\longrightarrow }}E_{n}{\overset {d_{n}}{\longrightarrow }}\cdots {\overset {d_{3}}{\longrightarrow }}E_{2}{\overset {d_{2}}{\longrightarrow }}E_{1}{\overset {d_{1}}{\longrightarrow }}E_{0}{\overset {\varepsilon }{\longrightarrow }}M\longrightarrow 0.}
Гомоморфізми di називається граничними відображеннями.  Відображення ε називається відображенням продовження. Коротко резольвенту також позначають як:
{\displaystyle E_{\bullet }{\overset {\varepsilon }{\longrightarrow }}M\longrightarrow 0.}
Двоїстим є поняття правої резольвенти (також корезольвенти або просто резольвенти). Для модуля M над кільцем R, правою резольвентою називається можливо нескінченна точна послідовність R-модулів
{\displaystyle 0\longrightarrow M{\overset {\varepsilon }{\longrightarrow }}C^{0}{\overset {d^{0}}{\longrightarrow }}C^{1}{\overset {d^{1}}{\longrightarrow }}C^{2}{\overset {d^{2}}{\longrightarrow }}\cdots {\overset {d^{n-1}}{\longrightarrow }}C^{n}{\overset {d^{n}}{\longrightarrow }}\cdots ,}
де кожен Ci є R-модулем. Коротко праву резольвенту також позначають як:
{\displaystyle 0\longrightarrow M{\overset {\varepsilon }{\longrightarrow }}C^{\bullet }.}
Резольвента (права чи ліва) називається скінченною якщо тільки скінченна кількість її модулів є ненульовою. Максимальний індекс n, що позначає ненульовий модуль у скінченній резольвенті називається довжиною скінченної резольвенти.

### Вільні, проективні, ін'єктивні і плоскі резольвенти
У багатьох випадках на модулі Ei у резольвенті для даного модуля M накладаються деякі додаткові умови. Наприклад, вільною резольвентою модуля M є ліва резольвента у якій всі модулі Ei є вільними R-модулями. Відповідно проективними і плоскими резольвентами є ліві резольвенти у яких всі Ei  є проективними і плоскими R-модулями. Ін'єктивною резольвентою називається права резольвента у якій всі Ci є ін'єктивними модулями.
Для кожного R-модуля існує вільна ліва резольвента, а також проективна і плоска резольвенти. Ідея доведення цього твердження полягає у визначенні E0 як вільного R-модуля породженого елементами M і тоді E1 як вільного R-модуля породженого елементами ядра природного відображення E0 → M і т.д. Завдяки двоїстості, для кожного R-модуля також існують ін'єктивні резольвенти. Проективні резольвенти (або, більш загально, плоскі резольвенти) можна використати для обчислення функтора Tor.
Проективна резольвента модуля M є єдиною з точністю до ланцюгової гомотопії, тобто для двох проективних резольвент P0 → M і P1 → M над модулем M між ними існує ланцюгова гомотопія.
Резольвенти використовуються для означення гомологічної розмірності. Мінімальна довжина скінченної проективної резольвенти модуля M називається його проективною розмірністю і позначається pd(M). Наприклад, модуль має проективну розмірність 0 якщо і тільки якщо він є проективним модулем. Якщо для M не існує скінченної проективної резольвенти тоді проективна розмірність є нескінченною. Наприклад, для комутативного локального кільця R, проективна розмірність є скінченною якщо і тільки якщо R є регулярним і у цьому випадку вона є рівною розмірності Круля кільця R. Аналогічно можна дати означення ін'єктивної розмірності id(M) і плоскої розмірності fd(M) модуля.
Ін'єктивні і проективні розмірності використовуються у категорії правих R-модулів для означення гомологічної розмірності для R, так званої правої глобальної розмірності кільця R. Натомість плоска розмірність використовується для означення слабкої глобальної розмірності. Ці розмірності є важливими характеристиками кільця. Наприклад, кільце має праву глобальну розмірність 0 якщо і тільки якщо воно є напівпростим. Кільце має слабку глобальну розмірність 0 якщо і тільки якщо воно є регулярним за фон Нейманом.

## Резольвенти у абелевих категоріях
Означення резольвенти об'єкта M у абелевій категорії A є таким як і вище, але Ei і Ci є об'єктами у A, і всі відображення є морфізмами у A.
Аналогами понять проективного і ін'єктивного модулів є проективні і ін'єктивні об'єкти, і відповідно проективні і ін'єктивні резольвенти. Проте такі резольвенти можуть не існувати для загальної абелевої категорії A. Якщо кожен об'єкт A має проективну (відповідно ін'єктивну) резольвенту, тоді кажуть, що A має достатню кількість проективних (відповідно достатню кількість ін'єктивних) об'єктів. 

## Ациклічна резольвента
У багатьох випадках важливими є не стільки об'єкти у резольвенті, а її поведінка при дії певного функтора.
Зокрема часто є важливим поняття ациклічної резольвенти: для деякого точного зліва функтора F: A → B між абелевими категоріями, резольвента
{\displaystyle 0\rightarrow M\rightarrow E_{0}\rightarrow E_{1}\rightarrow E_{2}\rightarrow \cdots }
об'єкта M у A називається F-ациклічною, якщо похідний функтор RiF(En) є нульовим для всіх i>0 і n≥0. Відповідно ліва резольвента є ациклічною щодо точного справа функтора якщо його похідні функтори є рівними нулю на об'єктах резольвенти.
Наприклад, для R-модуля M, тензорний добуток   {\displaystyle \otimes _{R}M} є точним справа функтором Mod(R) → Mod(R). Кожна плоска резольвента є ациклічною щодо цього функтора. Навпаки плоскі резольвента є ациклічними резольвентами для тензорного добутку на кожен модуль M. Подібно, резольвентами які є ациклічними для всіх функторів Hom( ⋅ , M) є проективні резольвенти, а ациклічними для функторів Hom(M,  ⋅ ) є ін'єктивні резольвенти.
Будь-яка ін'єктивна (проективна) резольвента є F-ациклічною для будь-якого точного зліва (точного справа) функтора.
Значення ациклічних резольвент полягає у тому факті, що похідні функтори RiF (для точних зліва функторів, відповідно LiF для точних справа) можна отримати як гомології F-ациклічних резольвент: для ациклічної резольвенти {\displaystyle E_{*}} об'єкта M:
{\displaystyle R_{i}F(M)=H_{i}F(E_{*}),}
де з правої сторони є i-ий гомологічний об'єкт комплексу {\displaystyle F(E_{*}).}
Наприклад, для сталого пучка R на диференційовному многовиді M існує резольвента із пучків {\displaystyle {\mathcal {C}}^{*}(M)} гладких диференціальних форм:
{\displaystyle 0\rightarrow R\subset {\mathcal {C}}^{0}(M){\stackrel {d}{\rightarrow }}{\mathcal {C}}^{1}(M){\stackrel {d}{\rightarrow }}\cdots {\mathcal {C}}^{\dim M}(M)\rightarrow 0.}
Пучки {\displaystyle {\mathcal {C}}^{*}(M)} є ациклічними щодо функтора глобальних перетинів {\displaystyle \Gamma :{\mathcal {F}}\mapsto {\mathcal {F}}(M)}. Тому когомологія пучків, яка є похідним функтором функтора глобальних перетинів Γ може бути обчислена як:
{\displaystyle \mathrm {H} ^{i}(M,\mathbf {R} )=\mathrm {H} ^{i}({\mathcal {C}}^{*}(M)).}
Іншим прикладом резольвенти ациклічної щодо функтора глобальних перетинів є резольвента Годемана.